# アントン・シュニン
アントン・ウラジーミロヴィッチ・シュニン（露: Антон Владимирович Шунин、英: Anton SHUNIN、1987年1月27日 - ）は、ロシア・モスクワ出身のサッカー選手。ポジションはゴールキーパー。現在はFCディナモ・モスクワ所属。

## 経歴

### クラブ

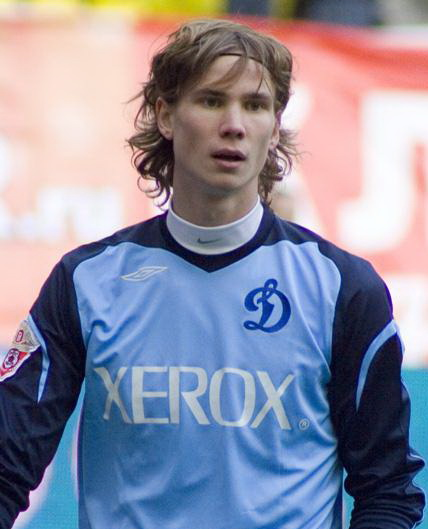
ディナモでのシュニン

1987年、現ロシアの首都モスクワで生まれた。スポーツに熱心な両親の下でバスケットボールやアイスホッケーなどを経験して、FCディナモ・モスクワの入団テストを受けたが、サッカーに適さないとして落とされる。しかし、一週間後に最初のコーチとなるウラジーミル・コズロフから連絡を受け再テストをした。
ディフェンダーのポジションに就くも合格はしなかったが、ゴールキーパーへ変更するように申し込んで下部組織に滑り込み、1994年から2004年までユースで過ごした。ディナモには過去にレフ・ヤシンが所属していたが、若手GK育成には積極的ではなかったために、ユース時代にはPFC CSKAモスクワ、FCロコモティフ・モスクワ、FCモスクワ等のクラブを訪問して研究していた時期がある。
2007年4月21日のFCヒムキ戦でリーグ戦デビューを飾った。当時正GKだったジドゥルナス・カルチェマルスカスからポジションを奪い、レギュラーとして活躍した。しかし、2008年5月にウラジーミル・ガブロフが加入するとベンチに甘んじるようになる。2011-12シーズンからは正GKに復帰し、前半戦は全試合フルタイム出場した。その間チームはロシア・ナショナル・フットボールリーグ（実質2部）に降格する苦しいシーズンもあったが、以降はディナモの守護神として活躍している。

### 代表
2007年8月27日、ポーランド戦でA代表デビューを飾った。それ以降、クラブでの不振により代表からは疎遠となるもの、2010年11月17日、ベルギー代表との試合で約3年ぶりに代表に招集された。2011年にはクラブでコンスタントに出場した事とイゴール・アキンフェエフが長期負傷離脱したため、2011年11月17日に行われる親善試合のギリシャ戦に招集され4年ぶりに出場を果たした。UEFA EURO 2012では、アキンフェエフ、ヴィアチェスラフ・マラフェエフに次ぐ第3GKとしてエントリーメンバーに選出されたが、2014 FIFAワールドカップ、UEFA EURO 2016、2018 FIFAワールドカップはエントリーメンバーから落選した。
アキンフェエフ、ガブロフの代表引退に伴い、2018 FIFAワールドカップ後の2018年9月に6年ぶりに招集された。さらなる転機となったのは、正GKとして目されていたアンドレイ・ルニョフ、ギリェルメが度重なるミスで信頼を落とし、スタニスラフ・チェルチェソフ監督は、アキンフェエフと同年代で当時33歳のシュニンに正GKの座を託した。2021年開催のUEFA EURO 2020のエントリーメンバーに選出された。

## 個人成績
| クラブ             | ディヴィジョン | シーズン | リーグ | リーグ | カップ | カップ | 欧州カップ戦 | 欧州カップ戦 | Total | Total |
| クラブ             | ディヴィジョン | シーズン | 試合   | 得点   | 試合   | 得点   | 試合         | 得点         | 試合  | 得点  |
| ------------------ | -------------- | -------- | ------ | ------ | ------ | ------ | ------------ | ------------ | ----- | ----- |
| ディナモ・モスクワ | プレミア       | 2007     | 23     | 0      | 2      | 0      | —            | —            | 25    | 0     |
| ディナモ・モスクワ | プレミア       | 2008     | 9      | 0      | —      | —      | —            | —            | 9     | 0     |
| ディナモ・モスクワ | プレミア       | 2009     | 8      | 0      | —      | —      | —            | —            | 8     | 0     |
| ディナモ・モスクワ | プレミア       | 2010     | 9      | 0      | 0      | 0      | —            | —            | 9     | 0     |
| ディナモ・モスクワ | プレミア       | 2011-12  | 30     | 0      | 3      | 0      | —            | —            | 33    | 0     |
| ディナモ・モスクワ | Total          | Total    | 79     | 0      | 5      | 0      | 0            | 0            | 84    | 0     |
| 通算               | 通算           | 通算     | 79     | 0      | 5      | 0      | 0            | 0            | 84    | 0     |